# Antônio Wagner da Silva
Antônio Wagner da Silva SCI (* 25. März 1944 in Formiga) ist ein brasilianischer Ordensgeistlicher und emeritierter römisch-katholischer Bischof von Guarapuava.

## Leben
Antônio Wagner da Silva trat der Ordensgemeinschaft der Dehonianer bei und empfing am 11. Dezember 1971 die Priesterweihe.
Papst Johannes Paul II. ernannte ihn am 29. März 2000 zum Koadjutorbischof von Guarapuava. Der Erzbischof von Aparecida, Giovanni Zerbini SDB, spendete ihm am 18. Juni desselben Jahres die Bischofsweihe; Mitkonsekratoren waren Murilo Sebastião Ramos Krieger SCI, Erzbischof von Maringá, und Orlando Brandes, Bischof von Joinville. Als Wahlspruch wählte er SINT UNUM.
Mit der Emeritierung Giovanni Zerbinis SDB am 2. Juli 2003 folgte er ihm als Bischof von Guarapuava nach. Am 6. Mai 2020 nahm Papst Franziskus das von Antônio Wagner da Silva aus Altersgründen vorgebrachte Rücktrittsgesuch an.